# Well-known text
Le format Well-known text, abrégé en WKT, peut se traduire par « texte bien lisible ». C'est un format standard en mode texte utilisé pour représenter des objets géométriques vectoriels issus des systèmes d’informations géographiques (SIG), mais aussi des informations s’y rattachant, tels les références de systèmes de coordonnées.
Ce format de langage a son équivalent en binaire, moins lisible mais destiné à des échanges entre bases de données, le well-known binary (WKB). 
Ce format a été défini par l’Open Geospatial Consortium (OGC).

## Géométries
Les objets géométriques pouvant être représentés par ce langage sont:
- le point,
- la ligne,
- le polygone,
- le TIN (Triangulated irregular network), une surface au relief irrégulier traité par une surface couplée à des points et des lignes,
- le polyèdre.

Ces objets peuvent être des géométries multiples, autrement dit une collection de géométries de même type.
Les coordonnées peuvent être en deux dimensions (x, y) ou en trois dimensions (x, y, z) auquel cas la désignation de la géométrie se termine par la lettre Z. De plus, quelle que soit la dimension choisie, une mesure additionnelle, (x, y, m) ou (x, y, z, m), peut être utilisée pour un système de référence linéaire. La désignation de la géométrie se voit ajouter la lettre M. Une géométrie vide se décrit avec le mot EMPTY.
On peut souligner que la définition standard de l’OGC exige que le POLYGON soit explicitement topologiquement refermé. 
Voici quelques exemples:

POINT(6 10)

LINESTRING(3 4,10 50,20 25)

POLYGON((1 1,5 1,5 5,1 5,1 1))

MULTIPOINT((3.5 5.6), (4.8 10.5))

MULTILINESTRING((3 4,10 50,20 25),(-5 -8,-10 -8,-15 -4))

MULTIPOLYGON(((1 1,5 1,5 5,1 5,1 1),(2 2,2 3,3 3,3 2,2 2)),((6 3,9 2,9 4,6 3)))

GEOMETRYCOLLECTION(POINT(4 6),LINESTRING(4 6,7 10))

POINT ZM (1 1 5 60)

POINT M (1 1 80)

POINT EMPTY

MULTIPOLYGON EMPTY

## Transformations
Ce format peut également décrire un système de projection avec transformée. En voici un exemple:

PARAM_MT["Mercator_2SP", 

PARAMETER["semi_major",6370997.0], 

PARAMETER["semi_minor",6370997.0], 

PARAMETER["central_meridian",180.0], 

PARAMETER["false_easting",-500000.0], 

PARAMETER["false_northing",-1000000.0], 

PARAMETER["standard parallel 1",60.0]]

## Bases de données avec support
- PostgreSQL avec le module PostGIS 1.3
- Oracle Spatial versions 9i, 10g, 11g
- MySQL depuis la version 4.1
- Informix versions 9,10,11 avec le module spatial
- Microsoft SQL Server 2008
- Spatialite
- Teradata versions 6.1, 6.2, 12 avec extension, 13 en natif

## Bibliothèques associées (API)
- JTS Topology Suite (Java), utilisée par GeoTools
- OpenLayers (JavaScript)
- GDAL (codée en C/C++ avec un support pour Java, Python)